# Electronic Arts
Electronic Arts, Inc. (EA) (NASDAQ: ERTS
). És la companyia més gran de producció de videojocs del planeta. Les seves oficines centrals es troben a Redwood City, Califòrnia tot i estar estesa a molts països i tenir oficines als Estats Units, Canadà, Japó i Anglaterra. Electronic Arts té diferents subsidiaries com EA SPORTS (encarregada de tots els videojocs esportius), EA GAMES (encarregada de tots els videojocs restants) o EA RECORDING (encarregada d'enregistrar música, usualment dels videojocs).

## Història

Logotip original d'Electronic Arts (1982–1999)

Fundada en 1982, era una productora discreta de videojocs per a PC, es va decidir especialitzar en aquest sector amb jocs apropiats per al suport, com els gèneres d'estratègies i militar. A principis dels 90 va començar a produir simuladors esportius de forma massiva i va decidir produir per a consola, sent Sega Mega Drive i Super Nintendo, les plataformes on la companyia va traure més jocs a mitjans dels anys 90. Els ingressos de la companyia va pujar vertiginosament, a causa d'una campanya agressiva publicitària i l'ús de llicències, per exemple el 1994 va traure el FIFA International Soccer, el primer simulador esportiu amb noms reals dels jugadors i d'indumentàries d'equip, la qual cosa li va donar molta popularitat i una saga interminable que va desterrar la resta de competidors si exceptuem les sagues de International Super Star Soccer i Pro Evolution Soccer de Konami.
En la segona meitat de la dècada dels 90, va començar a produir molts jocs d'esports, carreres i d'estratègies per a la Sony Play Station, també va ser la que va produir més jocs per a l'efímera Panasonic 3DO, a més va donar suport, una miqueta més tímidament, a Nintendo 64 i Sega Saturn. Sorprenentment no va traure un sol joc per a Dreamcast (abans donava suport actiu a totes les consoles de Sega). En la nova generació de principi del segle XXI va decidir EA donar suport a totes les plataformes: Xbox, Playstation 2 i Gamecube, sense deixar de costat al PC. Aquesta immensa producció per a consoles casolanes contrasta amb l'escàs llançament per a les portàtils i molts menys per a màquines de recreatives, en tota les història de la companyia.
El 2005 va aconseguir la llicència exclusiva de la federació de NFL del futbol nord-americà, va intentar el mateix amb la lliga de basquetbol NBA, però aquesta vegada sense èxit; va comprar a diverses companyies del sector com el grup de programació de Criterion i intent a comprar a Ubisoft, la major d'Europa i una de les majors del món, no aconseguit per la negatives dels seus amos.

## Estudis

### Estudis actuals
- Criterion Software a Guildford (Surrey), Regne Unit
- Digital Illusions CE a Estocolm, Suècia
- EA Black Box a Vancouver, Colúmbia Britànica
- EA Canada a Burnaby, Colúmbia Britànica
- EA China a Shanghai, Xina
- EA Los Angeles a Los Angeles, Califòrnia
- EA Chicago a Chicago, Illinois
- EA Mobile
- EA Montréal
- EA Mythic a Fairfax (Virgínia)
- EA Japan a Tòquio (Japó)
- EA Korea a Seül, Corea del Sud
- EA Redwood Shores a Redwood City, Califòrnia
- EA Singapore
- EA UK a Chertsey, Regne Unit
- Maxis a Emeryville, Califòrnia
- EA Phenomic a Ingelheim, Alemanya
- EA Tiburon a Maitland, Florida
- EA Salt Lake a Bountiful, Utah (anteriorment Headgate Studios)

### Antics estudis
- Original HQ a San Mateo (Califòrnia), mogut a Redwood City el 1998
- Origin Systems a Austin, Texas – obtingut el 1992, tancat el 2004
- Bullfrog Productions a Surrey, Anglaterra – obtingut el 1995, tancat el 2001
- EA Baltimore a Baltimore, Maryland – establert el 1996 com a part d'Origin, tancat el 2000
- EA Seattle a Seattle, Washington – originàriament Manley & Associates, obtingut el 1996, tancat el 2002
- Maxis a Walnut Creek, Califòrnia – obtingut el 1997, tancat el 2004 (mogut a l'estudi de Redwood City)
- Westwood Studios a Las Vegas, Nevada – obtingut el 1998, tancat el 2003
- EA Pacific (conegut per un temps com a Westwood Pacific) a Irvine (Califòrnia) – originàriament era part de Virgin Interactive, obtingut amb Westwood el 1998, tancat el 2003
- Kesmai (conegut també com a GameStorm); obtingut el 1999, tancat el 2001.
- DICE a London (Ontario) (va crear el pack d'expansió de Battlefield 2: Special Forces, i tots els seus pedaços BF2). Obtingut per DICE completament el 2 d'octubre de 2006; l'estudi DICE Canada va ser tancat hores després.